# Tukum
Tukum is een bestuurslaag in het regentschap Lumajang van de provincie Oost-Java, Indonesië. Tukum telt 8708 inwoners (volkstelling 2010).